# Alex Sandro Santana de Oliveira
Alex Sandro Santana de Oliveira (født 30. oktober 1973) er en tidligere brasiliansk fodboldspiller.